# Harry Marcuse
Harry Martin Marcuse (ur. 8 września 1876 w Berlinie, zm. 19 marca 1931 tamże) – niemiecki lekarz psychiatra.

## Życiorys
Studiował medycynę na Uniwersytecie w Monachium, Uniwersytecie w Berlinie i Uniwersytecie w Kilonii, studia w dziedzinie neurologii uzupełniał w klinice Emanuela Mendla w Berlinie. Pracował również naukowo w klinice Uniwersytetu w Heidelbergu. Od 1905 do 1911 był asystentem w berlińskim miejskim zakładzie psychiatrycznym Dalldorf, kierowanym przez Williama Sandera. Od 1911 był asystentem w zakładzie Herzberge w Berlinie-Lichtenbergu, pod kierownictwem Carla Moeli, potem Hugo Liepmanna i Wilhelma Falkenberga. Był autorem szeregu prac naukowych, a także wydanych pośmiertnie wspomnień z czasu I wojny światowej.
W 1911 roku ożenił się z Mimi Heller (1886–1979) z Teplitz. Mieli dwie córki, Gretl i Edith, oraz syna Alberta.

## Wybrane prace
- Die primäre Tuberkulose der serösen Häute. Kiel: Schmidt & Klaunig, 1901
- Energetische Theorie der Psychosen und der abnormen Bewusstseinszustände. Springer, 1913
- Aufsätze zur energetischen Psychologie. Springer, 1918
- Die Psychischen Reaktionsformen. Berlin: Karger, 1929
- War Memoirs 1914–1918. Lulu, 2010
- Kriegserinnerungen 1914–1918. Lulu, 2012
- Kriegsbriefe 1914–1918. Lulu, 2013